# Intersexualidad en Australia
Los personas intersexuales en Australia cuentan con diversas protecciones y derechos. Australia fue el primer país en realizar una investigación parlamentaria sobre intervenciones médicas involuntarias o forzadas en personas intersexuales. En marzo de 2017, organizaciones comunitarias australianas y neozelandesas hicieron un llamado conjunto a favor de una reforma legal, que incluyera la criminalización de lasintervenciones médicas en menores intersexuales, el fin de la clasificación legal del sexo y la mejora del acceso al apoyo entre pares.

## Historia
El¨derecho inglés, al igual que el derecho canónico, establecía que las personas intersexuales debían ser tratados como hombres o mujeres según los caracteres sexuales predominante. Sin embargo, en 1979, el tribunal de familia de Australia anuló el matrimonio de un hombre intersexual que había «nacido varón y había sido criado como varón» por ser intersexual.
Intersex Peer Support Australia es considerada la organización de la sociedad civil intersexual más antigua del mundo, fundada en 1985. IIntersex Human Rights Australia se fundó en 2009. Ambas organizaciones han hecho campaña por el reconocimiento político de la intersexualidad y la autonomía corporal, con cierto éxito.
En enero de 2003, Alex MacFarlane se convirtió en una de las primeras personas del mundo en obtener legalmente un certificado de nacimiento y un pasaporte que registraban el sexo como indeterminado. Phoebe Hart dirigió la galardonada película autobiográfica de carretera Orchids: My Intersex Adventure en 2010, promoviendo la concienciación sobre las cuestiones intersexuales. El político australiano, Tony Briffa, se convirtió en el primer alcalde abiertamente intersexual del mundo, y «el primer funcionario público intersexual conocido en el mundo occidental», sirviendo como vicealcalde de la ciudad de Hobsons Bay, Victoria, entre 2009 y 2011, y alcalde entre 2011 y 2012.
En 2013, Australia se convirtió en el primer país en aprobar una ley antidiscriminación que protege a las personas intersexuales, y en el primero en realizar una investigación parlamentaria sobre las intervenciones médicas en personas intersexuales. Sin embargo, si bien la terminología australiana se ha ampliado de «LGBT» a «LGBTI» para incluir a las personas intersexuales, la experiencia de estas personas sigue siendo poco conocida. En junio de 2016, Intersex Human Rights Australia presentó ante el Comité contra la Tortura de la ONU en la que afirmaba que a pesar de que se reconocen la dignidad y los derechos de las personas LGBT e intersexuales, aun persisten las prácticas que se consideran perjudiciales para los niños intersexuales.

### Declaración de Darlington
En marzo de 2017, representantes de diversas organizaciones de la comunidad intersexual se juntaron para emitir una declaración conjunta. La declaración exige una reforma legal, que incluya la penalización de las intervenciones médicas diferibles para niños intersexuales, el fin de la clasificación legal del sexo y un mejor acceso al apoyo entre pares.

## Integridad física y autonomía corporal

Prohibición legal de intervenciones médicas no consensuadas
Suspensión regulatoria de intervenciones médicas no consensuadas

A menudo se somete a infantes intersexuales a operaciones médicas en sus genitales y otras características sexuales para que se ajusten a una apariencia o naturaleza masculina o femenina. Estas prácticas han sido criticadas por instituciones y profesionales de derechos humanos, y por defensores intersexuales, por constituir abusos a los derechos humanos, violando el derecho a vivir libres de violencia y prácticas nocivas, y los derechos a la autonomía corporal, integridad y dignidad, trazando paralelos con la mutilación genital femenina.

### Principios de toma de decisiones
Los principios para la toma de decisiones fueron publicados en 2010 por Gillam, Hewitt y Warne, tres médicos clínicos asociados al Hospital Real de Niños de Melbourne y al Instituto de Investigación Infantil Murdoch. Los principios incluyen minimizar los «riesgos psicosociales» para los niños mediante intervención médica, incluyendo riesgos de «vínculo afectivo deteriorado» con los padres y «oportunidades reducidas de matrimonio». Las directrices fueron criticadas por Alice Dreger y otros especialistas por enfocarse en cirugías genitales infantiles.

### Informe del Senado sobre la esterilización involuntaria o forzada
En octubre de 2013, el Senado australiano publicó un informe titulado sobre la esterelización en personas intersexuales de Australia. El Senado concluyó que en Australia se están realizando cirugías «normalizadoras», a menudo en bebés y niños pequeños. El comité formuló recomendaciones, entre ellas directrices para aplazar los tratamientos «hasta que la persona pueda dar su consentimiento plenamente informado», y «minimizar las intervenciones quirúrgicas en bebés realizadas principalmente por razones psicosociales». Sin embargo, las recomendaciones no han sido adoptadas.

### Re: Carla (Medical procedure)
En enero de 2016,¨un tribunal de familia de Australia autorizó las esterlización de una niña de 5 años con deficiencia de 17-beta-hidroxiesteroide deshidrogenasa III a petición de sus padres. La niña había sido sometida previamente a intervenciones médicas, incluyendo una clitorectomía y una labioplastia, sin necesidad de supervisión judicial. El juez describió estas intervenciones como «mejoras en la apariencia de sus genitales femeninos».
Numerosos académicos han comentado las cuestiones planteadas por el caso. Bernadette Richards escribió que esto extendía los límites de la autoridad parental. Melinda Jones ha comparado las intervenciones en este y otros casos con la mutilación genital femenina. Fiona Kelly y Malcolm Smith han escrito que las pruebas presentadas ante el Tribunal fueron incompletas y que su razonamiento careció de rigor.

### Derecho a la vida
Intersex Peer Support Australia y Intersex Human Rights Australia han expresado su preocupación por el uso de diagnóstico genético preimplantacionall, y solicitaron que no se permita la deselección de embriones y fetos por motivos de intersexualidad. Las organizaciones también han expresado su preocupación por las tasas de interrupción del embarazo de hasta el 88% en personas con síndrome de Klinefelter, aun cuando la Organización Mundial de la Salud describe el rasgo intersexual como «compatible con una esperanza de vida normal».

## Protección contra la discriminación

Protección explícita contra la discriminación por motivos de características sexuales
Protección explícita por motivos de condición intersexual
Protección explícita por motivos de intersexualidad dentro del atributo de sexo

A nivel federal, la «condición intersexual» se convirtió en un atributo protegido en la Ley Federal de Discriminación Sexual de 1984, lo que ilegalizó la discriminación contra una persona por su condición intersexual en contextos como el trabajo, la educación, la prestación de servicios y el alojamiento.
Tasmania también ha aprobado leyes que prohíben la discriminación por condición intersexual, y enmiendas legislativas similares aprobadas en el Territorio de la Capital Australianay Australia Meridional entraron en vigor en 2017. Además, en 2019, Tasmania sustituyó el atributo de condición intersexual por el atributo de características sexuales, más aceptado internacionalmente, convirtiéndose en la primera jurisdicción australiana en hacerlo.
Una investigación publicada en 2016 muestra que, mientras solo el 2% de los australianos no completa la educación secundaria, la cifra en los australianos nacidos con variaciones intersexuales llega al 18% debido a problemas relacionados con el acoso escolar, la discriminación y las intervenciones médicas en la pubertad.

## Documentos de identidad
Una investigación llevada a cabo en Australia ha demostrado que el 19% de las personas nacidas con características sexuales atípicas seleccionaron una clasificación «X» u «otra», mientras que el 52% se identifica como mujeres, el 23% hombres y el 6% no están seguros.
En enero de 2003, Alex MacFarlane recibió el primer pasaporte australiano con una descripción de sexo «X», anunciado en enero de 2003. La política del gobierno australiano entre 2003 y 2011 fue emitir pasaportes con una «X» solo a personas que pudieran presentar un certificado de nacimiento que indicara su sexo como indeterminado. En 2011, la Oficina Australiana de Pasaporte introdujo nuevas directrices para la emisión de pasaportes con un nuevo género y amplió la disponibilidad de la descripción «X» a todas las personas con sexo «indeterminado» documentado.

## Matrimonio
Históricamente, se conocen dos casos legales relacionados con matrimonios de personas intersexuales. A principios del siglo XX, el matrimonio del misionero Florrie Cox fue anulado por frigidez malformativa. En 1979, un tribunal australian anuló el matrimonio de un hombre intersexual que había «nacido varón y había sido criado como varón» por ser intersexual.
Desde diciembre de 2017, el matrimonio, independientemente del sexo, género o condición intersexual, está legalmente reconocido en Australia.